# Владимирская, Светлана Валерьевна
Светла́на Вале́рьевна Влади́мирская (род. 15 декабря 1968, Люберцы) — российская певица, известная как исполнительница песни «Мальчик мой».

## Биография
Светлана Валерьевна Владимирская родилась 15 декабря 1968 года в городе Люберцы. Ещё в детстве Светлана посещала занятия в музыкальной студии, где обучалась вокалу. После окончания школы поступила в Московское музыкальное училище имени Октябрьской революции по классу «дирижёр хора». Одновременно с училищем Владимирская училась в студии джаза имени В. Набережного.
После окончания в 1988 году дирижерско-хорового отделения училища, создала группу «Клеопатра», в которой была солисткой, сочиняла песни. Группа приобрела определённую популярность, выступала в разных ДК, во время праздничных мероприятий на открытых площадках, гастролировала — работали в концертах вместе с Женей Белоусовым, группами «Мираж», «Маленький принц», «Комбинация».
Сольную карьеру начала в 1992 году. В будущем она встретилась с продюсером Марком Большим, известным по работе с Владимиром Кузьминым, Ольгой Кормухиной, группой «Любэ» и другими. Впоследствии вышла за него замуж. Певица добилась известности после своей песни «Мальчик мой». В 1994 году Владимирская была признана певицей года.
После взлёта своей популярности, в 1998 году, певица неожиданно уехала вместе со своим мужем в Красноярский край, в деревню Жербатиха, уже позже переехала в д. Петропавловка, где живёт в общине Виссариона, которого считает своим духовным учителем. Сама певица объясняла смену деятельности первой беременностью и общей усталостью от шоу-бизнеса. В настоящее время в общине является регентом хора при храме, а также открыла своё кафе и продуктовый магазин.
Светлана вернулась на сцену в 2004 году, параллельно работая дирижёром хора. В 2008 году принимала участие в проекте НТВ «Ты — суперстар. Команда мечты». В 2011 году выступала в Санкт-Петербурге на «Дискотеке 90-х». Участвовала в проекте «Бабий бунт» вместе с такими звездами, как Ольга Зарубина, Алиса Мон и Светлана Разина.

## Личная жизнь
- Отец — Валерий, работал водителем. В молодости хорошо пел и даже думал о карьере академического певца.
- Мать — работала бухгалтером. Альт, в свое время пела в разных группах.
- Сестра.
- Первый муж — Владимир (брак продлился пять лет).
- Второй муж — Марк Большой, продюсер[2].
  - Дочь Мария (1995)[3], живёт в Красноярске[2].
    - Внучка Юлия (2012)[2].

  - Дочь Анастасия (1997)[3], работает моделью в глянцевых журналах[2].
  - Дочь Дарья (1999)[3], живёт в Минусинске, где ведёт детский театральный кружок[2].
- Третий муж — Евгений Корнильцев-Быстринский (род. 17 января 1962), художник.
  - Сын Артур Евгеньевич Корнильцев (2001)[2][3].
- Четвёртый муж — Владимир[2].

## Дискография
Дискография певицы насчитывает четыре студийных альбома, а также один альбом ремиксов и ремейков.

### Мальчик мой (1993 год)
- 01. — Сентябрь
- 02. — Белый танец
- 03. — Мальчик мой
- 04. — Пусть длится ночь
- 05. — Одна
- 06. — Это сон
- 07. — Спроси меня
- 08. — Дави на газ
- 09. — Ушла весна

### Город Снов (1995 год)
- 01. — Я жду
- 02. — Горячий ветер
- 03. — Город снов
- 04. — Просто прощай
- 05. — Вчерашняя школьница
- 06. — Ночь на рождество
- 07. — Ты скажешь мне
- 08. — Забытый юг
- 09. — Путешествие к синей реке
- 10. — Город снов (ремейк)

### Город Солнца (1997 год)
- 01. — Город Солнца
- 02. — С нами свет
- 03. — Радуга
- 04. — Целое лето я буду с тобой
- 05. — По капле дождя
- 06. — Ветер любви
- 07. — Мой милый ангел
- 08. — Укради мой сон
- 09. — Тебя здесь ждут
- 10. — Небеса

### 31 июня (2004 год)
- 01. — Мальчик мой (slow vrs)
- 02. — Дави на газ (remake 2004)
- 03. — Одна" (remake 2004)
- 04. — Пусть длится ночь (remake 2004)
- 05. — Это — сон (remake 2004)
- 06. — Спроси меня (remake 2004)
- 07. — Белый танец (remake 2004)
- 08. — Горячий ветер (remake 2004)
- 09. — Целое лето (Arrival rmx 2004)
- 10. — Мальчик мой (Eurotrance rmx 2004)
- 11. — Пусть длится ночь (Arrival rmx 2004)
- 12. — Пусть длится ночь (Club mix by Arrival dub vrs)
- 13. — Пусть длится ночь (Drive guitar studio rmx)

### Весна (2005 год)
- 01. — Весна
- 02. — За тобой
- 03. — Мальчик мой (2004)
- 04. — Аллилуйя
- 05. — Кто я
- 06. — Лебедь белая
- 07. — Я еду
- 08. — Кто я (Remix)
- 09. — Гуси-лебеди
- 10. — Одна (Remake 2004)
- 11. — Мальчик мой (Eurotrance Rmx 2004)
- 12. — Мальчик мой 2004 (Slow Version)

## Интересные факты
- В 1993 году у российской рок-группы «Сектор Газа» должен был выйти альбом под названием «Дави на газ». Из-за одноимённого хита Светланы Владимирской того же года, название пришлось изменить на «Нажми на газ», хотя в заглавной песне так и пелось — «Дави на газ».
- В клипе «Мальчик мой» снимался будущий солист музыкальной группы Иванушки International Кирилл Андреев.